# Antônio Joaquim de Moura
Antônio Joaquim de Moura (? — ?) foi um político brasileiro.
Foi eleito Deputado geral do Império para a 1ª Legislatura (1826-1829) e reeleito para a 2ª Legislatura (1830-1832), na condição de representante da Província do Ceará, onde era Eleitor na época.
Foi presidente da província de Alagoas, de 15 de maio de 1835 a 23 de agosto de 1836.